# Марта Міланс
Марта Міланс(ісп. Marta Milans; *19 квітня 1982, Мадрид, Іспанія) — іспанська театральна та кіноактриса.

## Біографія
Марта Міланс народилася 19 квітня 1982 року у Мадриді в мистецькій родині. Дитинство Міланс проходило в столиці Іспанії та на Ібісі. Серед найближчих родичів Марти були скульптори, художники, фотографи, композитори, але не було акторів. Бабуся Марти хотіла бачити онуку скрипалькою, тому дівчина почала вивчати гру на скрипці у трирічному віці. Міланс не подобалося займатися класичною музикою. Коли Марті було приблизно 7 років директор музичної академії шукав дівчину, яка могла б запам'ятати великий об'єм тексту для вистави. Міланс взяла участь у виставі, а вже у восьмирічному віці акторка грала у п'єсах Шекспіра. Закінчила Нью-Йоркський університет. У 2011 році Марта дебютувалу у серіалі Закон і порядок: Спеціальний корпус. Володіє сімома мовами(ісп.).

## Фільмографія
- Шазам! (2019)[5]
- Шазам 2 (2023)[6]

## Нагороди та номінації
| Нагорода                                    | Рік  | Категорія      | Фільм       | Результат |
| ------------------------------------------- | ---- | -------------- | ----------- | --------- |
| New York City Horror Film Festival          | 2012 | краща акторка  | «Поглинена» | Перемога  |
| Fangoria Chainsaw Awards                    | 2015 | Chainsaw Award | «Поглинена» | Номінація |
| Five Continents International Film Festival | 2022 | краща акторка  | «Стоян»     | Перемога  |